# Aspidon niger
Aspidon niger là một loài tò vò trong họ Ichneumonidae.